# Hydroporus marginatus
Hydroporus marginatus is een keversoort uit de familie waterroofkevers (Dytiscidae). De wetenschappelijke naam van de soort is voor het eerst geldig gepubliceerd in 1805 door Duftschmid.